# 庾炅旻
庾 炅旻（ゆ けいみん、유경민、ユ・キョンミン、1981年9月13日 - ）は、台湾、韓国の囲碁棋士。全羅南道出身、沖岩高等学校卒業。金原七段門下、韓国棋院五段、台湾棋院六段。中環杯囲棋オープン戦優勝など。

## 経歴
1996年に世界青少年囲碁選手権大会青年の部準優勝。1999年韓国棋院初段。2000年SKガス杯新鋭プロ十傑戦10位。2002年三段。2004年四段、韓国囲碁リーグに出場。2005年囲碁マスターズ戦神戦ベスト16。同年台湾に拠点を移して台湾棋院客員棋士四段となり、その後五段昇段。
2006年に台湾新人王戦優勝、天元戦挑戦者、中環杯囲棋オープン戦決勝で周俊勲を破り優勝。2008年六段。2009年棋王戦リーグ入りし、5勝2敗で3位。
2010年から韓国囲碁世界化事業のため、オーストラリアのシドニーで活動する。

### タイトル歴
- 台湾新人王戦 2006年
- 中環杯囲棋オープン戦 2006年

### 他の棋歴
韓国の棋戦
- SKガス杯新鋭プロ十傑戦 10位 2000年

台湾の棋戦
- 天元戦 挑戦者 2006年
- 力兆杯プロ囲棋戦 準優勝 2007年